# دوري أبطال أوروبا لكرة السلة
دوري أبطال أوروبا لكرة السلة (بالإنجليزية: Basketball Champions League)‏ هو دوري كرة سلة احترافي تتنافس فيه أندية كرة السلة في قارة أوروبا. تأسس في 21 مارس 2016. يلعب فيه 40 فريقا. يتم تنظيمه من قبل الاتحاد الدولي لكرة السلة ويهدف إلى أن يكون منافسا مباشرا للدوري الأوروبي لكرة السلة الذي يتم تنظيمه من قبل شركة يورو ليغ باسكتبول.

## وصلات خارجية
- الموقع الرسمي